# François Serpent
François Serpent (született: Indrek Mesikepp, Tartu, 1971. október 17. –) észt költő, művészneve: fs.

## Élete
1989-ben végzett Tartuban a Hugo Treffner Gimnáziumban. 1999-ben szerzett diplomát művészettörténetből a Tartui Egyetemen. 2000-től a Looming észt irodalmi magazin szerkesztője. 2004-ben az Észt Kulturális Alapítvány díjazottja a 2004 című verseskötetéért. Az Észt Írók Szövetségének tagja.
Munkája középpontjában a költészet, a novellák és az irodalomkritika áll. Műveit a szürrealizmus jellemzi, gyakran morbid és erőszakos felhanggal. François Serpent az egyik legígéretesebb fiatal tehetség az észt irodalomban. Munkáinak válogatását lefordították angol, finn, lett, lengyel, orosz és svéd nyelvre.

## Művei

### Versek
- Ka Jumal on inimene (1997) Az isten is ember
- Valgete kaantega raamat (2000) A könyv fehér borítóval
- 2004 (2004)
- Alasti ja elus (2008) Meztelen és életben
- 100% fs (2012)
- Tätoveerimata inimene (2018) Lakás nélküli személy

## Fordítás
- Ez a szócikk részben vagy egészben  a   François Serpent című észt Wikipédia-szócikk ezen változatának fordításán alapul.  Az eredeti cikk szerkesztőit annak laptörténete sorolja fel. Ez a jelzés csupán a megfogalmazás eredetét és a szerzői jogokat jelzi, nem szolgál a cikkben szereplő információk forrásmegjelöléseként.